# Jean Zumstein
Pour les articles homonymes, voir Zumstein (homonymie).
Jean Zumstein, né le 7 octobre 1944, est un théologien protestant et universitaire suisse, professeur émérite de Nouveau Testament à l'université de Zurich. Ses travaux portent en particulier sur l'Évangile selon Jean et sur le corpus johannique, auxquels il a consacré plusieurs ouvrages. Il est président de la Studiorum Novi Testamenti Societas en 2018-2019.

## Biographie
Jean Zumstein fait ses études à la faculté de théologie de Lausanne, où il obtient sa licence en 1968 et soutient une thèse d'État en 1974. Il fait des séjours d'études à la faculté de théologie protestante de Strasbourg et à l'université de Göttingen. Il est professeur de Nouveau Testament à l'université de Neuchâtel (1975-1990) puis à celle de Zurich (1990-2010). Il est nommé professeur émérite en 2010.
Jean Zumstein est  membre de la Studiorum Novi Testamenti Societas depuis 1977, et en est le président en 2018-2019. Il est également membre de l'Association catholique française pour l'étude de la Bible depuis 1988, de la Society of Biblical Literature depuis 1997, et de l'Académie internationale des sciences religieuses depuis 1999.

## Publications

### Ouvrages
- La Condition du croyant dans l'évangile selon Matthieu, 1977
- Sauvez la Bible : Plaidoyer pour une lecture renouvelée, éditions du Moulin, 1999
- Matthieu le théologien, Cahiers évangile, 1987
- Miettes exégétiques, Labor et Fides, 1991
- Notre Père : La prière de Jésus au cœur de notre vie, éditions du Moulin, 2001
- Le Protestantisme et les premiers chrétiens, Labor et Fides, 2002
- L'Évangile selon saint Jean (1-12), Labor et Fides, 2014
- L'Évangile selon saint Jean (13-21), Labor et Fides, 2007
- Le Visage et la Tendresse de Dieu : Jésus sous le regard de Jean l'évangéliste, Cabedita, 2014
- L'Apprentissage de la foi : À la découverte de l'évangile de Jean et de ses lecteurs, Labor et Fides, 2015

### Ouvrages collectifs
- Avec Johannes Beutler, Jean-Michel Poffet et Jean-Daniel Kaestli, La Communauté johannique et son histoire, Labor et Fides, 1990
- Avec Pierre Gisel, Bible, éditions du Cerf/Labor et Fides, 2000
- Avec Andreas Dettwiler, Kreuzestheologie im Neuen Testament, Tübingen, Mohr Siebeck, 2002
- Otto Hermann Pesch et Jean-Marie Van Cangh (dir.), L'Homme, image de Dieu : Données bibliques, historiques et exégétiques, éditions du Cerf, 2006
- Daniel Marguerat (dir.), Introduction au Nouveau Testament : Son histoire, son écriture, sa théologie, Labor et Fides, 2008  (ISBN 978-2-8309-1289-0)
- Camille Focant et Daniel Marguerat (dir.), Le Nouveau Testament commenté, Bayard/Labor et Fides, 2012, 4e éd.  (ISBN 978-2-227-48708-6)
- Andreas Dettwiler (éd.), Daniel Marguerat, Gerd Theissen et al., Jésus de Nazareth : Études contemporaines, Labor et Fides, 2017  (ISBN 978-2-8309-1642-3)

## Distinctions
- 2010 : docteur honoris causa de l'Institut protestant de théologie - Faculté de théologie protestante de Paris[5].